# Öttershausen
Öttershausen ist ein Weiler auf der Gemarkung des Volkacher Ortsteils Gaibach im unterfränkischen Landkreis Kitzingen.

## Geografische Lage
Öttershausen liegt im Nordwesten des Volkacher Ortsteils Gaibach, mit dem es auch die Gemarkung teilt. Die Überreste des Gutshofs sind von der Gaibacher Konstitutionssäule im Schlosspark etwa 900 Meter entfernt. Ursprünglich führte ein direkter Weg zum Park, heute ist der Gutshof durch die Kreisstraße KT 35 mit Gaibach im Südosten und Stammheim im Westen verbunden.
Naturräumlich bildet die Gemarkung von Gaibach eine eigene Untereinheit, die sogenannte Gaibacher Lößhochfläche, in der auch Öttershausen liegt. Sie ist Teil des Iphofen-Gerolzhofener Steigerwaldvorlands innerhalb der Mainfränkischen Platten.

## Geschichte
Der Gutshof bildet den Mittelpunkt der kleinen Ansiedlung. Er wurde bereits im Jahr 1069, damals als „Otericheshusin“, durch die spätere Äbtissin von Banz, Alberada, dem Kloster Heidenfeld geschenkt. Es folgten verschiedene Herren, die das Gut während des Mittelalters besaßen. Wahrscheinlich war der Hof einem befestigten Herrensitz im Süden der heutigen Anlage zugeordnet, der im 16. Jahrhundert aufgegeben wurde. Auf ihm saßen die Herren Berg genannt Schrimpf. 
Im Jahr 1588 erwarb Valentin Echter von Mespelbrunn den Ort von den Rau von Holzhausen, er verstarb dort im Jahr 1624. Die Echter von Mespelbrunn gaben den Herrschaftssitz endgültig auf und verlegten das Hofgut an die heutige Stelle. Öttershausen wurde fortan von Gaibach aus verwaltet und besaß keine eigene Gemarkung mehr. Wiederum kamen wechselnde Herren in den Besitz der Güter.
1651 kaufte Philipp Erwein von Schönborn das Dorf Gaibach mit dem Schloss sowie das Gut Öttershausen. Fortan war es Teil des weitverzweigten Besitzes der Grafenfamilie. Im 18. Jahrhundert begannen Umbauarbeiten an den Gebäuden des Gutshofes. Von 1745 bis 1747 entstand unter der Bauleitung von Balthasar Neumann das schönborn’sche Gut Öttershausen, das zu den eindrucksvollsten der Region zählte. Daneben hatte sich um den Hof eine kleine Ansiedlung etabliert.
Bereits im 18. Jahrhundert wurde Öttershausen mehr und mehr von jüdischen Bürgern bewohnt. Für fünf jüdische Familien wurde bald eine Synagoge im Ort errichtet. Im Jahr 1830 lebten in 17 Wohnhäusern 111 Einwohner, wobei 37 Einwohner jüdischen Glaubens waren. Im Jahr 1880 löste sich die Gemeinde auf. Im 20. Jahrhundert folgte nach und nach der Niedergang des Hofgutes und damit der umgebenden Siedlung. Nach 35 Jahren des Leerstandes der Gutsgebäude wurden im Jahr 2011 die meisten Gutsgebäude abgerissen.

## Sehenswürdigkeiten
Durch die Zerstörungen des 21. Jahrhunderts haben sich nur noch wenige Baudenkmäler im Ort erhalten. Vom Gutshof der Grafen von Schönborn haben sich nur der Schütt- und der Brennereibau der Anlage erhalten, die beide aus der zweiten Hälfte des 16. Jahrhunderts stammen. Im 18. Jahrhundert hatte der Baumeister Balthasar Neumann umfassende Veränderungen vorgenommen. Die Gebäude stehen leer und sind dem Verfall preisgegeben.
Ein weiteres Baudenkmal ist der Bildstock des Jahres 1759. Er stand ursprünglich an der Straße nach Gaibach und wurde in neuerer Zeit auf das Grundstück eines Hofes im Ort versetzt.